# Сергије Богуновић
Сергије Богуновић је био дубровачки трговац из друге половине 14. века, који је пословао на подручју српских земаља у оквирном периоду од око 1376. до око 1399. године. Сергије је носио презиме по свом оцу Богуну, а имао је и брата Лаврентија, који је такође био дубровачки трговац. Породица се доселила у Дубровник средином 14. века. Нешто касније, током 15. века, поједини припадници исте породице су усвојили придевак Немања, а потом и презиме Немањић, које у њиховом случају нема никакве везе са старом српском династијом Немањића, већ је повезано са засеоком Немања код Пљеваља, одакле су Богуновићи водили порекло. Традиција о пљеваљском пореклу породице (итал. La fameglia Nemagna trahe origine da Pleuglie terra nel ducato di Herzegovina) забележена је у позном генеалошком спису из 18. века, који је у историографији познат као Чингријина генеалогија.
Као и остали чланови исте породице, Сергије Богуновић није био дубровачки племић, већ је припадао елитним круговима дубровачког грађанства, а био је и члан угледне дубровачке трговачке братовштине, која је првобитно била позната као братовштина Св. Духа и Св. Спаса, а касније као братовштина Светог Антуна.
О пословима Сергија Богуновића сведочи грађа из Дубровачког архива. Тако је познато да се Сергије (лат. Sergolus de Bogon) налазио 24. новембра 1376. године у Цавтату, када му је упућен позив да откупи сребрне предмете (седам пехара, пет чаша и четири појаса, чија је укупна тежина 13 литара сребра), које је раније заложио за 134 дуката код Прибине, Милтјенове удовице. Три године касније, имао је спор са једним својим суграђанином. Као истакнути дубровачки грађанин, добио је 1399. године земљу у Сланском приморју. Тада је Сергију (итал. Sirgolo de Boguno) додељена једна четвртина земље у десетини Ивана из Павије у селу Подгора.
У приближно исто време, деловао је и дубровачки трговац Цветко Богуновић, али изворна грађа не садржи податке о његовом сродству са породицом Сергија Богуновића.
Иако Сергије и његови сродници нису били чак ни дубровачки племићи, већ само грађани и угледни трговци, поједини публицисти су на основу сличности њиховог касније забележеног породичног надимка (Немања) са презименом српске династије Немањића покушали да докажу наводну генеалошку повезаност те породице са старом српском династијом.